# Hugo Fischer (biolog)
Carl Albert Hugo Fischer, född 1865, död 1939, var en tysk biolog.
Hugo Fischer blev filosofie doktor i Breslau 1899, blev chef för bakteriologiska avdelningen vid agrikulturkemiska försöksstationen under lantbrukshögskolan i Berlin 1905, vetenskaplig medarbetare vid tyska trädgårdssällskapet 1911 och ställföreträdande chef för bakteriologiska avdelning vid Kaiser-Wilhelm-Institut i Bromberg 1915. Han var senare chef för Deutsch-Luxemburgische Bergwerk- und Hütte-A.G.:s försöksanläggningar för kolsyregödning av växter i Horst an der Ruhr och bosatte sig slutligen i Berlin och Achim. Fischers arbete om pollenkornens byggnad har räknats till pollenmorfologins grundläggande verk. I en monografisk översikt behandlade Fischer inulinets struktur och dess förekomst i växtriket. Utgående från undersökningar av inulin och stärkelse tog Fischer även ställning till micellarhypotesen och övriga frågor rörande den organiska substansens finare byggnad. Markbakterierna under inverkan av kalktillförsel behandlade Fischer i en mängd arbeten, särskilt över kvävebakterierna. Bland hans skrifter märks Beiträge zur vergleichenden Morphologie der Pollenkörner (1890), Über Inulin, sein Verhalten ausserhalb und innerhalb der Pflanze, nebst Bemerkungen über den Bau der geschichteten Stärkekörner (i Beiträge zur Biologie der Pflanzen, 8, 1899), Pflanzenbau und Kohlensäure (1921) och Leitfaden der landwirtschaftlichen Bakterienkunde (i Thaer-Bibliothek, 120, 1930).